# Terremoto de Panamá de 1913
El terremoto de Panamá de 1913 fue un movimiento sísmico ocurrido el 2 de octubre de 1913, con epicentro en la falla de Tonosí, en la península de Azuero, con una magnitud de 6,9 en la escala sismológica de magnitud de momento.
El sismo afectó principalmente la zona sur de la península de Azuero, con deslizamientos de tierra y graves daños en poblados, destacándose la destrucción de la torre de la iglesia de Macaracas. También se generó un pequeño tsunami que alcanzó el golfo de San Miguel, en la región del Darién.